# Diocesi di Gokwe
La diocesi di Gokwe (in latino Dioecesis Gokvensis) è una sede della Chiesa cattolica in Zimbabwe suffraganea dell'arcidiocesi di Harare. Nel 2021 contava 82.516 battezzati su 712.775 abitanti. È retta dal vescovo Eusebius Jelous Nyathi.

## Territorio
La diocesi comprende i distretti di Gokwe Settentrionale e Gokwe Meridionale nella provincia delle Midland, il distretto di Nkayi (a nord del fiume Shangani) nella provincia del Matabeleland Settentrionale, e il distretto di Kariba (tra i fiumi Sengwa e Sanyati) nella provincia del Mashonaland Occidentale in Zimbabwe.
Sede vescovile è la città di Gokwe, dove si trova la cattedrale di San Giovanni.
Il territorio è suddiviso in 24 parrocchie.

## Storia
La diocesi è stata eretta il 17 giugno 1991 con la bolla Fidelium communitas di papa Giovanni Paolo II, ricavandone il territorio dalla diocesi di Hwange.

## Cronotassi dei vescovi
Si omettono i periodi di sede vacante non superiori ai 2 anni o non storicamente accertati.
- Michael Dixon Bhasera (17 giugno 1991 - 9 febbraio 1999 nominato vescovo di Masvingo)
- Ángel Floro Martínez, I.E.M.E. † (15 ottobre 1999 - 28 gennaio 2017 ritirato)
- Rudolf Nyandoro (28 gennaio 2017 - 11 settembre 2020 nominato vescovo di Gweru)[1]
  - Sede vacante (2020-2023)
- Eusebius Jelous Nyathi, dal 23 giugno 2023

## Statistiche
La diocesi nel 2021 su una popolazione di 712.775 persone contava 82.516 battezzati, corrispondenti all'11,6% del totale.
| anno | popolazione | popolazione | popolazione | presbiteri | presbiteri | presbiteri | presbiteri                | diaconi | religiosi | religiosi | parrocchie |
| anno | battezzati  | totale      | %           | numero     | secolari   | regolari   | battezzati per presbitero | diaconi | uomini    | donne     | parrocchie |
| ---- | ----------- | ----------- | ----------- | ---------- | ---------- | ---------- | ------------------------- | ------- | --------- | --------- | ---------- |
| 1999 | 56.627      | 510.000     | 11,1        | 22         | 20         | 2          | 2.573                     |         | 2         | 22        | 9          |
| 2000 | 58.869      | 515.000     | 11,4        | 23         | 19         | 4          | 2.559                     |         | 4         | 25        | 9          |
| 2001 | 60.722      | 520.000     | 11,7        | 21         | 17         | 4          | 2.891                     |         | 4         | 27        | 11         |
| 2002 | 62.914      | 525.000     | 12,0        | 20         | 15         | 5          | 3.145                     |         | 6         | 28        | 12         |
| 2003 | 65.312      | 530.000     | 12,3        | 22         | 14         | 8          | 2.968                     |         | 9         | 35        | 13         |
| 2004 | 66.940      | 530.000     | 12,6        | 23         | 15         | 8          | 2.910                     |         | 9         | 36        | 13         |
| 2006 | 70.701      | 550.000     | 12,9        | 23         | 16         | 7          | 3.073                     |         | 8         | 37        | 14         |
| 2007 | 68.727      | 553.000     | 12,4        | 23         | 16         | 7          | 2.988                     | 2       | 8         | 34        | 14         |
| 2013 | 76.991      | 609.000     | 12,6        | 28         | 24         | 4          | 2.749                     | 1       | 6         | 36        | 16         |
| 2016 | 79.800      | 648.000     | 12,3        | 31         | 26         | 5          | 2.574                     | 1       | 7         | 40        | 17         |
| 2019 | 80.078      | 682.420     | 11,7        | 32         | 28         | 4          | 2.502                     | 1       | 5         | 30        | 20         |
| 2021 | 82.516      | 712.775     | 11,6        | 32         | 27         | 5          | 2.578                     | 1       | 7         | 27        | 24         |